# Tomoaki Ōgami
Tomoaki Ōgami (大神 友明 Ōgami Tomoaki?, nacido el 7 de junio de 1969 en Hiroshima, Hiroshima) es un exfutbolista y actual entrenador japonés. Jugaba de guardameta y su último club fue el Avispa Fukuoka de Japón.

## Trayectoria

### Clubes
| Club           | País  | Año         |
| -------------- | ----- | ----------- |
| Júbilo Iwata   | Japón | 1993 - 2001 |
| Avispa Fukuoka | Japón | 2002 - 2004 |

## Palmarés

### Títulos nacionales
| Título         | Club         | País  | Año  |
| -------------- | ------------ | ----- | ---- |
| J1 League      | Júbilo Iwata | Japón | 1997 |
| Copa J. League | Júbilo Iwata | Japón | 1998 |
| J1 League      | Júbilo Iwata | Japón | 1999 |